# The Velvet Paw
The Velvet Paw er en amerikansk stumfilm fra 1916 af Maurice Tourneur.

## Medvirkende
- House Peters som Robert Moorehead
- Gail Kane som Mary Dexter
- Ned Burton som Barring
- Frank Goldsmith som Drake
- Charles Mackay